# Чемпіонат Швеції з бенді 1918
 Чемпіонат Швеції з бенді: 1918 — 12-й сезон турніру з хокею з м'ячем (бенді), який проводився за кубковою системою. 
Переможцем змагань став клуб  ІФК Уппсала.

## Турнір

### Чвертьфінал
- ІФК Уппсала - «Марієбергс» ІК (Стокгольм)  5-1
- Вестерос СК - Гетеборг БК +:– (технічна перемога)
- ІФ «Ліннеа» (Стокгольм) - Седертельє СК 2-1
- «Юргорден» ІФ (Стокгольм) - ІК «Сіріус» (Уппсала)  1-2

### Півфінал
- ІФК Уппсала - Вестерос СК  6-2
- ІК «Сіріус» (Уппсала) - ІФ «Ліннеа» (Стокгольм)  8-1

### Фінал
24 лютого 1918, Стокгольм
- ІФК Уппсала - ІК «Сіріус» (Уппсала)  2-2

#### Перегравання фіналу
3 березня 1918, Уппсала
- ІФК Уппсала - ІК «Сіріус» (Уппсала)  4-1